# Željko Milinovič
Željko Milinovič (Ljubljana, Eslovènia, 12 d'octubre de 1969) és un exfutbolista eslovè. Va disputar 38 partits amb la selecció d'Eslovènia.